# Šibrenica
Šibrenice (tudi šibrovke) so gladkocevne puške, ki izstreljujejo šibrene naboje, lahko pa tudi svinčene krogle. V šibrenih nabojih najdemo šibre, ki se razlikujejo po velikosti (glede na kaliber).

## Uporaba
Sprva so bile le lovsko orožje, saj so lovci z uporabo šiber lažje zadeli manjšo divjad (predvsem ptice). Oborožene sile so kmalu ugotovile, da zaradi velikega področja, ki ga pokrijejo izstreljene šibre, je tako orožje idealno za bližinske spopade, kot npr. v urbanem bojevanju, strelskih jarkih, džungli, itd. 
Danes so šibrovke predvsem orožje policijskih sil, kjer pa se večinoma uporabljajo za izstreljevanje manj smrtonosnega streliva (gumijasti naboji, naboji s solzilcem,...) ali za hitro rušenje vrat; uporaba proti živi sili pa se opušča zaradi večje možnosti kolateralne škode. Vse bolj se uveljavlja tudi kot športno orožje.

## Delitev

### glede na uporabnika
- civilno orožje
lovsko orožje
športno orožje
- službeno orožje (t. i. bojne šibrenice)
oborožene sile
policija

### glede na cev
- prelamača
- enocevka
- dvocevka (priveznjena)
- bokarica

### glede na kaliber
- kaliber 10
- kaliber 12
- kaliber 16
- kaliber 20
- kaliber 28
- kaliber .410

### glede na delovanje
- repetirke z drsnim kopiščkom (tudi pumparice ali potezne puške)
- vzvodne repetirke
- repetirke z vrtljivim valjastim zaklepom
- polavtomatske šibrovke
- avtomatske šibrovke

## Seznami
- seznam vojaških šibrovk
- seznam športnih šibrenic
- seznam lovskih šibrovk